# Liste der Baudenkmäler in Neu-Bottenbroich
Die Liste der Baudenkmäler in Neu-Bottenbroich enthält die denkmalgeschützten Bauwerke auf dem Gebiet von Kerpen-Neu-Bottenbroich in Nordrhein-Westfalen (Stand: Januar 2021). Diese Baudenkmäler sind in der Denkmalliste der Stadt Kerpen eingetragen; Grundlage für die Aufnahme ist das Denkmalschutzgesetz Nordrhein-Westfalen (DSchG NRW).

## Baudenkmäler
Die Liste der Baudenkmäler enthält Sakralbauten, Wohn- und Fachwerkhäuser, historische Gutshöfe und Adelsbauten, Industrieanlagen, Wegekreuze und andere Kleindenkmäler sowie Grabmale und Grabstätten, die eine besondere Bedeutung für die Geschichte Erftstadts haben.
Hinweis: Die Reihenfolge der Denkmäler in dieser Liste entspricht der offiziellen Liste und ist nach Bezeichnung, Ortsteilen und Straßen sortierbar.
| Bild                             | Bezeichnung                      | Lage                                           | Beschreibung                                                                                                  | Bauzeit | Eingetragen seit | Denkmal- nummer |
| -------------------------------- | -------------------------------- | ---------------------------------------------- | --- | ------- | ---------------- | --------------- |
| Wegekreuz                        | Wegekreuz                        | Neu-Bottenbroich Ginsterweg/Tannenweg          | |         | 26.01.2004       | 79              |
| Wegekreuz                        | Wegekreuz                        | Neu-Bottenbroich Habbelrather Straße/Eichenweg | |         | 17.09.2003       | 89              |
| Friedhofskapelle Neubottenbroich | Friedhofskapelle Neubottenbroich | Neu-Bottenbroich                               | |         | 01.05.1988       | 102             |
| Ehemalige Schule                 | Ehemalige Schule                 | Neu-Bottenbroich Buchenweg 9-11                | Ehemalige Schule, heute Sitz des Sozialpädiatrischen Zentrums Rhein-Erft-Kreis (Heinrich-Meng-Institut gGmbH) |         | 09.08.2001       | 268             |